# Love Lost
Love Lost è un brano musicale del gruppo australiano The Temper Trap, è il quarto singolo estratto dall'album di debutto Conditions ed è stato pubblicato il 14 giugno 2010.

## Tracce
CD single
1. Love Lost - 3:35
2. Love Lost (Rollo & Sister Bliss mix) - 7:04

## Classifiche
| Classifica (2010) | Posizione massima |
| ----------------- | ----------------- |
| Australia         | 32                |